# Мартиник
Мартиник је острво и прекоморски департман / регион и јединствени територијални део Француске, а самим тим и саставни део Француске Републике,  смештене на Малим Антилима, Западне Индије на истоку Карипског мора, са површином од 1 128 квадратних километара и популацијом од 376 480 становника од јануара 2016. 
Главни град је Форт-де-Френс.
Једно од ветровитих острва, налази се директно северно од Свете Луције, северозападно од Барбадоса и јужно од Доминике. Мартиник је такође најудаљенији регион (ОМР) Европске уније као посебна територија Европске уније и валута у употреби је евро. Практично цело становништво говори и француски (једини службени језик) и мартиникански креолски.

## Етимологија
Сматра се да је "Мартиник" оштећено име које је дао народ Таино Мадијана или Мадинина, што значи „острво цвећа“ или Матинино, „острво жена“, како је пренето Кристифору Колумбу када је посетио острво 1502. године. Према историчару Сидни Данеј, острво су Кариби звали „Jouanacaëra“ или „Wanakaera"“, што значи „острво игуана“.

## Историја

### Претколумбовски период
Острво су прво заузели Араваци, затим Кариби. Араваци су описани као нежни савремени Индијанци, а Кариби као свирепи канибалски ратници. Араваци су дошли из Централне Америке у 1. веку нове ере, а Кариби са венецуеланске обале око 11. века. Када је Колумбо стигао, Кариби су масакрирали многе своје противнике, поштеђујући жене, које су чували за личну или кућну употребу.

### Колонијални период
Године 1502. острво је посетио Кристифор Колумбо. Од 1635. до 1647. Француска је започела колонизацију ових простора. За време Француско-британског рата, Британија је преузела управу над Мартиником, али је то трајало веома кратко. Мартиник је имао статус колоније до 1946.
Мартиник је Колумбо зацртао 1493. године, али Шпанија није имала много интереса за ту територију. После смрти Ду Паркета 1658. године, његова удовица Мари Бонард ду Паркет покушала је да управља Мартиником, али незадовољство њеном владавином навело је краља Луја XIV да преузме суверенитет острва. У међувремену, холандски Јевреји, протерани из португалског Бразила, увели су на острво плантаже шећера које су радили поробљени Африканци 1654. године. Велики број робова је увезен из Африке за обраду ових плантажа.
1667. године други англо-холандски рат излио се на Карибе, при чему је Британија напала прохоландску француску флоту на Мартинику, практично је уништивши и додатно зацементирајући британску превласт у региону. 1674. године Холанђани су покушали да освоје острво, али су одбијени.
Политика је десетковала становништво Мартиника и остатка Француских Антила и уназадила њихову колонизацију деценијама, узрокујући да француски краљ опусти своју политику у региону, што је, међутим, оставило острва подложним британској окупацији током следећег века.
Под гувернером Антила Шарл де Курбоном, грофом де Бленаком, Мартиник је служио као матична лука француским гусарима, укључујући капетана Крапо, Етиен де Монтаубан и Матурин Десмарес. Британци су Мартиник напали или заузели неколико пута, укључујући 1693, 1759, 1762 и 1779. Изузев периода од 1802. до 1809. године након потписивања Амиенског споразума, Британија је контролисала острво већину времена од 1794. до 1815. године, када је оно враћено у Француску по завршетку наполеонских ратова. Мартиник је од тада остао у поседу Француске.
Упркос увођењу успешних плантажа кафе 1720-их, с тим што је Мартиник био прво подручје на западној хемисфери где је кафа уведена, како су цене шећера падале почетком 1800-их, класа плантажера изгубила је политички утицај. Побуне робова 1789., 1815. и 1822. године, плус кампање укидања попут Сириле Бисет и Виктор Шоалшер, наговориле су француску владу да оконча ропство у француској Западној Индији 1848. године. Као резултат тога, неки власници плантажа увозили су раднике из Индије и Кине. Упркос укидању ропства, живот једва да се побољшао за већину Мартиничана; класне и расне тензије експлодирале су у нередима на југу Мартиника 1870. године након хапшења Леополда Лубина, трговца афричког порекла који је узвратио након што га је Француз претукао. После неколико смрти, побуна је сломљена од стране француске милиције.
На Мартинику је рођена француска царица Жозефина Бонапарта, Наполеонова прва жена.

### 20. и 21. век
8. маја 1902. Мон Пеле је еруптирао и потпуно уништио Свети Пјер, убивши 30.000 људи. Због ерупције избеглице са Мартиника стигле су чамцима у јужна села Доминике, а нека су остала трајно на острву. На Мартинику су једини преживели у граду Сент-Пјер, Аугуст Ципарис, спасили дебели зидови његове затворске ћелије. Убрзо након тога главни град се преселио у Форт де Франс, где је и данас.
Током Другог светског рата, про-нацистичка влада Виши контролисала је Мартиник под управом адмирала Георгеса Роберта. Немачке подморнице користили су Мартиник за пуњење горивом и  
поновно снабдевање током битке на Карибима. 1942. године 182 брода су потопљена на Карибима, падајући на 45 1943. и пет 1944. Бесплатно Француске снаге преузеле су власт на острву на Дан Бастиље, 14. јула 1943.
Мартиник је 2009. године био згрчен француским карипским штрајковима. Првобитно се фокусирајући на питања трошкова живота, покрет је убрзо попримио расну димензију јер су штрајкачи оспоравали континуирану економску доминацију Бекеа, потомака француских европских досељеника. Председник Никола Саркози је касније посетио острво обећавајући реформу. Иако је искључио пуну независност, за коју је рекао да је не желе ни Француска ни Мартиник, Саркози је понудио Мартинику референдум о будућем статусу острва и степену аутономије.

## Симболи и заставе
Будући да је Мартиник саставни део Француске Републике, у службеној употреби су француска тробојка и Марсељеза на националним и службеним француским догађајима. Када се Мартиник представља изван острва на спортским и културним догађајима, користи се застава „Ipséité”, а химна је „Lorizon”. Мартиникова народна застава је крст Светог Мајкла — бели крст који прави четири плава простора са по једном змијом у сваком. Уједно је и званична народна застава Мартиника. Грб Мартиника је настао адаптацијом изгледа народне заставе (која се назива и „змијска застава”). Иако Мартиник званично нема сопствени грб, неке институције га истичу, попут локалне жандармерије. Припадници покрета за независност такође имају своју заставу — у црвеној, црној и зеленој боји.
- Застава „Ipséité” — народна застава која се користи на међународним културним и спортским догађајима у којима учествује Мартиник.
- Народна застава Мартиника — крст Св. Мајкла с белим змијама. Позната је као „змијска застава”. Употреба ове заставе понекад је контроверзна.
- Застава покрета за независност на острву. Позната је и само под називом „црвена, зелена и црна”.

## Географија
Мартиник се налази између Карипског мора и Атлантског океана јужно од Доминике и северно од Свете Луције. Острво има око 350 km обале. Површина Мартиника је 1102 km². 
Острво је брдовито. На северу острва се налази вулкан Мон Пеле, висок 1.397 m. Ерупција овог вулкана је 1902. усмртила између 26 и 36 хиљада људи. Вулкан је тада експлодирао и послао велики талас пепела и врелих гасова на град Сен Пјер. Преживео је само један човек, затвореник у затвору. Оваква врста ерупције је добила име ерупција пелеанског типа. 
Клима је тропска а кишни период је од јуна до октобра. Ово је уједно и сезона урагана. Просечна годишња температура је 17,3 °C.

### Флора и фауна
Северни крај острва ухвати већи део кише и обилно је пошумљен, а садржи врсте попут бамбуса, махагонија, ружиног дрвета и скакавца. Јужни је сув и доминира савана, укључујући кактусе, балзам и багрем.
Анолски гуштери и неке врсте змија су пореклом са острва. Мунгоси (Herpestes auropunctatus), уведене у 1800-има за контролу популације змија, постале су посебно незграпне уведене врсте, јер пљачкају птичја јаја, истребиле су или угрозиле бројне домаће птице.
На острву се налазе многе врсте слепих мишева.

## Влада и политика
Заједно са Француском Гвајаном, Мартиник је једна од Специјалних колективитета Француске Републике. Такође је најудаљенији регион Европске уније. Становници Мартиника су француски држављани са пуним политичким и законским правима. Мартиник шаље четири посланика у француску националну скупштину и два сенатора у француски сенат.
24. јануара 2010. године, током референдума, становници Мартиника су са 68,4% одобрили промену да буде „Посебна (јединствена) колективност“ у оквиру члана 73. Устава Француске Републике. Ново веће замењује и врши овлашћења и Генералног савета и регионалног већа.
Мартиник је подељен на четири округа и 34 комуне. 45 кантона је укинуто 2015. године.

## Демографија
Мартиник је имао јануара 2013. године 385.551 становника. Процењује се да у континенталној Француској живи 260.000 људи пореклом из Мартиничана, већином у региону Париза. Исељавање је било највише у 1970-има, због чега се раст становништва готово зауставио, али је данас релативно лаган.

### Етничке групе
Становништво Мартиника углавном је афричког порекла, мешовито са европским, америчким (карипским), индо-мартинивајским (потомци тамилских имиграната из Јужне Индије из 19. века), либанским, сиријским или кинеским. Мартиник такође има малу сиро-либанску заједницу, малу, али све већу кинеску заједницу, и заједницу Беке, потомке првих европских досељеника. Белци укупно представљају 5% становништва Мартиника.
Становништво Беке представља око 1% становништва Мартиника, већину аристократског порекла рођењем или након куповине наслова. Поред острвског становништва, острво је домаћин и француске заједнице на копну, од којих већина живи на острво на привременој основи (обично од 3 до 5 година). 

### Религија
Око 90% Мартиничана су хришћани, претежно римокатолици, као и мањи број различитих протестантских деноминација. Постоје много мање заједнице других вероисповести као што су ислам, хиндуизам и баханизам.

### Језици
Службени језик је француски, којим говори готово целокупно становништво. Поред тога, већина становника може да говори и мартиникански креолски, облик антилског креолца који је уско повезан са сортама које се говоре на суседним острвима Света Луција и Доминика, који говоре енглески језик. Мартиникански креолски заснован је на француском, карипском и афричком језику са елементима енглеског, шпанског и португалског. И даље се користи у усменим традицијама приповедања и другим облицима говора, ау мањој мери у писању.

## Економија
Мартиник је 2014. године имао укупан БДП од 8,4 милијарде евра. Његова економија је у великој мери зависна од туризма, ограничене пољопривредне производње и помоћи из континенталне Француске.
Историјски гледано, Мартиникова економија се ослањала на пољопривреду, посебно на шећер и банане, али почетком 21. века овај сектор је знатно опао. Производња шећера је опала, а већина шећерне трске сада се користи за производњу рума. Извоз банана се повећава, углавном одлазећи у континенталну Француску. Утврђено је да је хлордекон, пестицид који се користио у узгоју банана пре забране 1993. године, контаминирао пољопривредно земљиште, реке и рибу и утицао на здравље острвљана. Риболов и пољопривреда морали су се зауставити у погођеним подручјима, што је имало значајан утицај на економију. Главнина потреба за месом, поврћем и житарицама мора да се увози. Ово доприноси хроничном трговинском дефициту који захтева велике годишње трансфере помоћи из континенталне Француске.
За сву робу која улази на Мартиник наплаћује се променљива „путарина“ која може достићи 30% вредности терета и обезбеђује 40% укупног острвског прихода. Поред тога, влада наплаћује „годишњу обавезу“ од 1–2,5% и порез на додату вредност од 2,2–8,5%.

## Култура
Као прекоморски департман Француске, Мартиникова култура меша француске и карипске утицаје. Град Сент Пјер (уништен вулканском ерупцијом планине Пеле) често се називао „Паризом малих Антила“. По традиционалном француском обичају, многа предузећа се затварају у подне како би омогућила дужи ручак, а затим се отварају касније поподне.
Данас Мартиник има виши животни стандард од већине других карипских земаља. Француски производи су лако доступни, од Шанел моде до порцелана Лимогес. Студирање у метрополи (континентална Француска, посебно Париз) уобичајено је за младе одрасле особе. Мартиник је већ дужи низ година жариште за одмор, привлачећи како француске више класе, тако и путнике који више воле буџет.

### Кухиња
Мартиник има хибридну кухињу, у којој се мешају елементи афричке, француске, индијске и карипске субконтиненталне традиције. Једно од његових најпознатијих јела је Коломбо, јединствени кари од пилетине, месо или риба са поврћем, зачињен препознатљивом масалом тамилског порекла, искричен тамаринд и често садржи вино, кокосово млеко, касаву и рум. Снажна традиција мартиниканских посластица и колача укључује ананас, рум и широк спектар локалних састојака.

### Музика
Мартиник има велику популарну музичку индустрију, која је стекла међународну репутацију након успеха зоук музике у каснијем 20. веку. Популарност ове музике била је посебно интензивна у Француској, где је жанр постао важан симбол идентитета за Мартиник и Гвадалупу. Зоуково порекло је у народној музици Мартиник и Гваделуп, посебно мартиниканском шовал бва и Гваделупански гво ка. Такође је запажен утицај пан-карипске традиције калипсо и хаићанске компе музике.

## Галерија
- Кокосова палма на Мартинику
- Пијаца на Маринику
- Тропска шума на острву
- Сателитски снимак Мартиника
- Grand-Rivière, Мартиник.
- Fort-de-France, Мартиник.
- Fort-de-France, Мартиник.
- Плажа на Мартинику.
- Tombolo плажа, Мартиник.
- Мон Пеле, вулкан на Мартинику.
- Maison du bagnard, Мартиник